# Enrico Bacchin
Pas d'image ? Cliquez ici

a Compétitions nationales et continentales officielles uniquement.

b Matchs officiels uniquement.
Dernière mise à jour le 11 octobre 2015.
Enrico Bacchin, né le 28 novembre 1992 à San Donà di Piave en Italie, est un joueur international de rugby à XV. Il joue au poste de trois-quarts centre dans le club de Benetton Trévise.

## Carrière
Enrico Bacchin commence le rugby à XV à six ans, il joue dans un club de sa ville natale, San Donà di Piave. 
Il rejoint en 2014 l'équipe du Benetton Trévise qui évolue en Pro12.
Enrico Bacchin honore sa première cape pour l'équipe italienne le 21 mars 2015 à Rome face au pays de Galles.
Il est retenu pour disputer le Tournoi des Six Nations 2015, il joue trois rencontres. Non retenu dans la liste initiale des 31 joueurs pour la coupe du monde 2015, il est rappelé pour pallier la blessure de Luca Morisi.

## Palmarès
Au 11 octobre 2015, Enrico Bacchin compte cinq sélections avec l'Italie, dont une en tant que titulaire. Il obtient sa première sélection le 28 février 2015 à Murrayfield contre l'Écosse.
Il participe à une édition du Tournoi des Six Nations, en 2015.
Il participe à une édition de la coupe du monde, en 2015, où il joue lors de deux rencontres, face à la France et la Roumanie.